# Westpac
Westpac Banking Corporation eller Westpac er en australsk bank med hovedkvarter i Sydney. Den blev etableret i 1817 som Bank of New South Wales og var dermed Australiens første bank. I 1982 opkøbte de Commercial Bank of Australia og navnet blev kort tid efter ændret. Westpac er en sammentrækning af "Western" og "Pacific".
Anno 2018 havde Westpac 14 mio. kunder og 40.000 ansatte.